# دیمیتروف
شهر دیمیتروف (به روسی: Дмитров) در کشور روسیه و در اوبلاست مسکو واقع شده‌است.